# Gerhard Beissel († um 1493)
Gerhard Beissel (* 15. Jahrhundert in Aachen; † um 1493 ebenda) war Schöffe und Bürgermeister der Reichsstadt Aachen.

## Leben und Wirken
Der Sohn des Alt-Bürgermeisters Gerhard Beissel aus der Linie von Heisterbach, benannt nach dem Namen ihres Stammhauses auf dem Aachener Markt, folgte seinem Vater in das Schöffenkollegium und wurde als solcher erstmals 1463 erwähnt. Zwischen 1466 und 1488 bekleidete er das Amt eines städtischen Baumeisters und wurde im Jahr 1474 zum Sendschöffen ernannt. Schließlich wurde Beissel in den Jahren 1469, 1472, 1474, 1483, 1484, 1487 und 1491 zum Bürgermeister der Freien Reichsstadt Aachen gewählt.
Gerhard Beissel war zweimal verheiratet, dennoch starb dieser Zweig der Familie aus. Die Familie Gerhard Beissel war eine Vetternlinie der Beissel „In den Mart“, welche ebenfalls mehrere Schöffen sowie die Bürgermeister Johann den Älteren und dessen gleichnamigen Neffen Johann den Jüngeren in ihren Reihen hatten.